# Спортска дворана Миодраг Белодедић
Спортска дворана Миодраг Белодедић (рум. Sala de Sport Miodrag Belodedici) је вишенаменска спортска дворана у месту Соколовац у Румунији. Носи име по фудбалеру Миодрагу Белодедићу. Дворана има савремене услове за неколико спорстких дисциплина, са модерном подлогом за игру, свлачионицама, тушевима и трибинама са више од 120 места за седење.

## Историја
Са радовима на изградњи спортске дворане се кренуло 6. фебруара 2023. године. Вредност инвестиције је око милион евра, а финансирана је из буџета централног инвестиционог фонда румунске државе. Општина Соколовац је из локалног буџета обезбедила око 150 хиљада леја за изградњу инфраструктуре (вода, канализација, струја).
Уочи свечаног отварања, дворану је осветио архијерејски заменик Епархије темишварске протојереј-ставрофор Маринко Марков, заједно са делом свештенства и монаштва Соколовачког намесништва. Дворана је свечано отворена 5. октобра 2023. године, уз интонирање румунске, српске и светосавске химне. Свечану врпцу су пресекли Миодраг Белодедић, Олгица Гица, председница општине Соколовац, Јоан Драгомир, префект жупаније Караш-Северин и Стефан Томашевић, амбасадор Србије у Румунији. Догађају су присуствовали посланици румунског парламента Огњан Крстић, који је и председник Савеза Срба у Румунији, Силвију Хурдузеу, Маријус Дамјан и Слободан Гера, 17 председника општина, представници Савета жупаније и других институција. Специјално за ову прилику су допутовали бивши Белодедићеви саиграчи из Стеауе и репрезентације Румуније, Јосиф Ротарју и Јон Владоју, као и делегација фудбалског клуба Црвена звезда. У завршном делу догађаја одржан је турнир у малом фудбалу за децу рођену 2013. године. Учествовале су екипе Црвена звезда из Београда, ЋСМ из Решице, Галакси из Темишвара и домаћин, Нера из Соколовца. Победнички пехар је припао Црвеној звезди.